# Battaglia di Villers-Bocage
La battaglia di Villers-Bocage fu una battaglia combattuta tra forze britanniche e tedesche nel nord della Francia durante la seconda guerra mondiale.

## Eventi precedenti
Alcuni giorni dopo lo sbarco in Normandia, il 6 giugno 1944, gli Alleati erano riusciti a consolidare il nuovo fronte francese. Nella zona ad ovest di Caen, la spinta verso Caumont-l'Éventé da parte del V Corpo d'Armata statunitense costrinse l'Oberkommando der Wehrmacht (OKW, comando supremo delle forze armate tedesche) a spostare la 352ª Divisione di fanteria, lasciando in tal modo scoperto il fianco sinistro della Divisione Panzer Lehr. Il generale Montgomery, conscio dell'opportunità offertagli da questi fatti, decise di sfruttare a proprio vantaggio il nuovo assetto dello schieramento difensivo tedesco, lanciando l'operazione Perch: la 7ª Divisione Corazzata britannica (i famosi "Topi del deserto") iniziò così una manovra di aggiramento delle postazioni della Panzer Lehr che, se riuscita, avrebbe consentito di scardinare l'intero schieramento tedesco a difesa della città di Caen. Perché tale manovra avesse pienamente successo era necessario occupare il villaggio francese di Villers-Bocage.
Le forze britanniche erano però ignare della presenza in zona della 2. Kompanie (2ª Compagnia) dello Schwere SS-Panzer-Abteilung 101, sotto il comando del tenente Michael Wittmann che aveva ricevuto l'ordine di occupare e tenere la Collina 213, situata nei pressi proprio di Villers-Bocage. Dopo aver raggiunto la propria posizione nella notte, a causa dei continui attacchi aerei alleati, Wittmann ed i suoi carri si posizionarono a circa 150 metri a sud della statale RN75.

## Le forze in campo
Il comando britannico in tale operazione impegnò la 22ª Brigata Corazzata della 7ª Divisione Corazzata, appoggiata da un reparto del 1º Battaglione Fucilieri della Rifle Brigade. Approssimativamente si trattava di circa 200 veicoli corazzati e blindati delle seguenti unità:
- 8º Reggimento Reale Ussari Irlandesi
- 4º Reggimento Yeomanry della Contea di Londra, con l'obiettivo di catturare e tenere la Collina 213
- 1º e 7º Battaglione del Reggimento Reale della Regina (West Surrey), con l'obiettivo di conquistare tutte le vie di accesso a Villers-Bocage
- 5º Reggimento Reale Carri
- 5º Reggimento Reale di Artiglieria Ippotrainata
- Compagnia A del 1º Battaglione Fucilieri

I tedeschi, per contro, potevano contrapporre la 2. Kompanie dello Schwere SS-Panzer-Abteilung 101 (6 carri Panzer VI Tiger I), che nel corso della battaglia venne supportata dalla 1. Kompanie e da elementi della Panzer-Lehr-Division.

## La battaglia

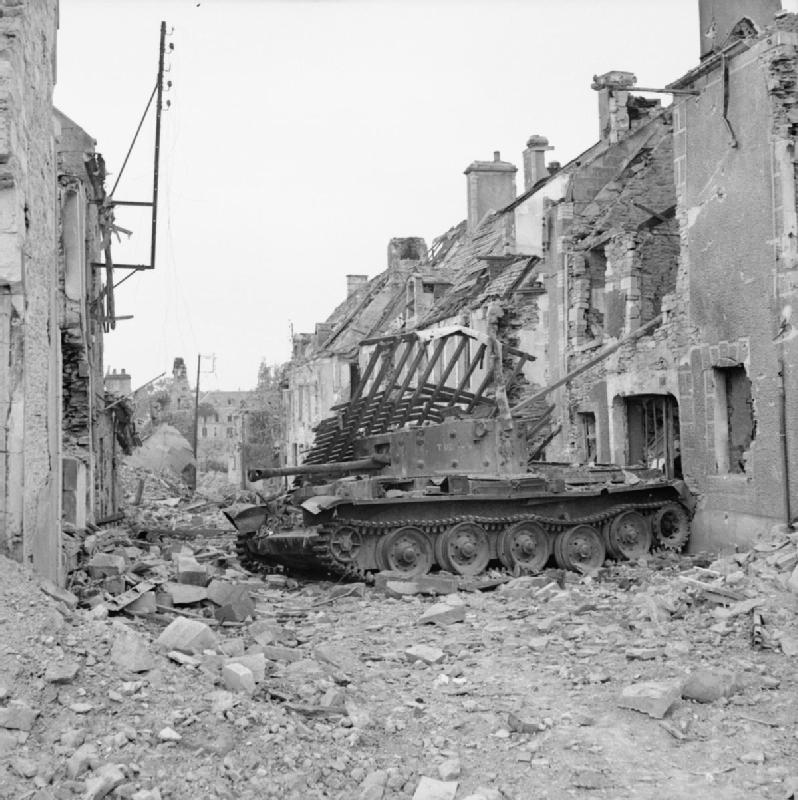
Resti di un carro Cromwell tra le rovine di Villers-Bocage.

Il comando britannico ordinò alla 22ª Brigata Corazzata di avanzare verso Villers-Bocage nel tentativo di tenere lontane le truppe tedesche dagli americani che erano impegnati più a ovest. Con il 4º Reggimento Yeomanry in testa, la Brigata entrò nel villaggio la mattina del 13 giugno, con lo scopo di proseguire verso est ed impossessarsi della Collina 213. Il QG della Brigata venne ben presto posizionato nel centro del paese e uno squadrone di ricognizione venne inviato verso nord-est per osservare la Collina 213 ed eventualmente scoprire l'ubicazione delle truppe tedesche, fino ad allora sconosciuta.
Alle 09:00 il Tiger di Wittmann iniziò l'attacco muovendosi in direzione dell'avanguardia britannica e colpendo in breve tempo tre carri armati (2 Mk VIII Cromwell e uno Sherman Firefly). Dirigendosi in seguito verso il centro del paese per attaccare i veicoli leggeri e la fanteria che l'avevano occupato, distrusse il carro del maggiore Carr, il comandante del QG reggimentale, mentre la fanteria tedesca approcciava il villaggio da est, in appoggio a Wittmann. Furono distrutti anche gli altri Cromwell, tranne quello del capitano Dyas, che riuscì a sfuggire a Wittmann, cercando poi di aggirarlo per le vie del paese per cercare di colpirlo alle spalle.

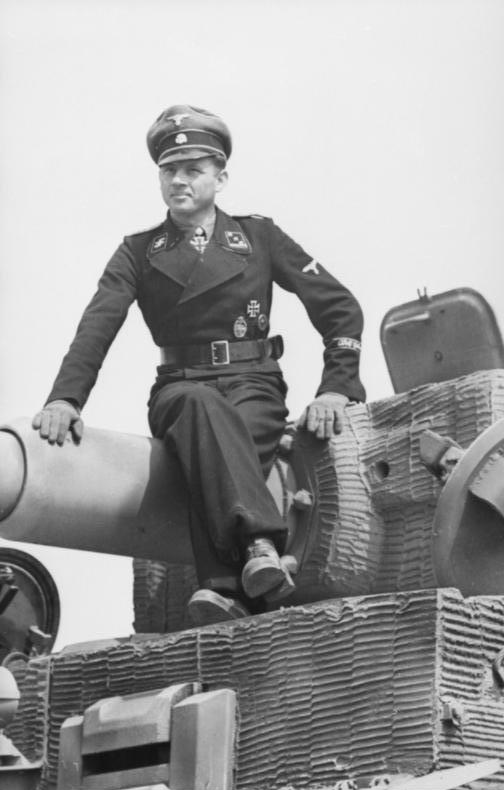
Michael Wittmann, famoso asso dei panzer e protagonista tedesco dello scontro a Villers-Bocage.

Giunto nella parte ovest di Villers-Bocage, Wittmann cominciò uno scontro con il Firefly del sergente Lockwood. Wittmann fu costretto a ritirarsi, ma mentre si dirigeva verso est, si incrociò nuovamente con Carr, il quale sparò un colpo che rimbalzò contro la corazza del Tiger. Wittmann distrusse il carro di Dyas, ma ben presto fu colpito da un proiettile d'artiglieria britannico da 6 libbre (1,5 kg) che danneggiò seriamente il carro. Il tenente e il suo equipaggio dovettero così ritirarsi a piedi.
La situazione per i britannici era comunque molto grave: il QG del reggimento era stato distrutto e lo squadrone d'avanguardia (con 9 carri armati) era ancora sotto attacco presso la Collina 213. In pratica il reggimento britannico era diviso in due ma i tedeschi, nonostante la fanteria supportasse i carri, avevano solo 4 Tiger sul campo e l'assenza di Wittmann, trasportato al comando di divisione, cominciava a farsi sentire.
A ovest del villaggio, il 7º Battaglione si preparava ad agire per liberare l'avanguardia intrappolata dai tedeschi a est di Villers-Bocage. Nel frattempo, proprio a est, la situazione per i britannici continuava a peggiorare con il passare della mattinata. Alle 12:35, il tenente colonnello Arthur, comandante del reggimento, ordinò una cortina di fumo per attraversare il paese con i carri ma il tentativo fallì in breve tempo. Supportati dai rinforzi giunti della Panzer Lehr i tedeschi riconquistarono la Collina 213 e fecero prigionieri Arthur e i sopravvissuti britannici all'attacco. Nel primo pomeriggio i rimanenti carri dell'avanguardia britannica e del 7º Battaglione si posizionarono presso la piazza del Municipio, all'interno del paese.
I tedeschi tentarono in seguito un ulteriore attacco con i Panzer IV della divisione Panzer Lehr ma la fanteria non supportò i carri e l'attacco fallì. Poco dopo il capitano Mobius, il superiore di Wittmann, condusse un attacco di 4 Tiger con un supporto minimo della fanteria. Anche Mobius, però fu respinto dall'artiglieria del 7º Battaglione. Un altro attacco con 3 Tiger ebbe inizio da est ma fu fermato dall'artiglieria britannica con un fuoco da brevissima distanza. La pressione tedesca sempre più forte, costrinse però i britannici a ritirarsi, tra le 17:00 e le 20:30, e a creare una zona difensiva a nord-ovest del villaggio che fu bombardato in seguito dalla RAF. Si concludeva così la battaglia di Villers-Bocage e la stessa Operazione Perch.

## Bilancio finale
Alla fine della battaglia le forze inglesi stilarono un bilancio delle perdite di 10 carri Cromwell, 5 Firefly, e un certo numero di carri leggeri Stuart, a cui si aggiunsero altri 30 veicoli.
Per contro i tedeschi persero solo 6 Tiger (dei quali 3 vennero successivamente riparati e poterono rientrare in azione) e 5 Panzer IV.
La propaganda tedesca trasformò i protagonisti dello scontro in eroi: gli eventi di Villers-Bocage contribuirono a creare un'aura di leggenda attorno alla figura di Wittmann, a cui vennero accreditati 27 dei 30 carri britannici distrutti. Testimonianze successive accertarono che il carro di Wittmann distrusse in realtà 12 carri (5 Cromwell, 3 Honey/Stuart, 4 Sherman) a cui si devono aggiungere un carro di ricognizione, 10 veicoli corazzati e altri 4 veicoli di trasporto.
Il superiore di Wittmann, l'SS-Oberstgruppenführer ("generale") Josef Dietrich, lo propose per la Croce di Cavaliere con Fronde di Quercia e Spade, riconoscimento che gli venne consegnato personalmente da Hitler il 25 giugno a Berchtesgaden. Dopo aver fatto ritorno in Francia, il neopromosso capitano Wittmann cadde in azione poche settimane dopo, l'8 di agosto, nei pressi di Gaumesnil, durante le prime manovre tedesche in risposta all'Operazione Totalise lanciata dai britannici.